# جک ایوانز (بازیکن فوتبال، زاده ۱۹۹۳)
جک ایوانز (انگلیسی: Jack Evans؛ زادهٔ ۱۹ مارس ۱۹۹۳) بازیکن فوتبال اهل بریتانیا است.
از باشگاه‌هایی که در آن بازی کرده‌است می‌توان به باشگاه فوتبال ایست‌بورن بورو، باشگاه فوتبال دارتفورد، باشگاه فوتبال گیلینگام، باشگاه فوتبال ولینگ یونایتد، باشگاه فوتبال کوربی تاون، باشگاه فوتبال ساتون یونایتد، باشگاه فوتبال تاموورث، و باشگاه فوتبال لوس اشاره کرد.